# Szpital Kliniczny Przemienienia Pańskiego Uniwersytetu Medycznego im. Karola Marcinkowskiego w Poznaniu
Szpital Kliniczny Przemienienia Pańskiego Uniwersytetu Medycznego im. Karola Marcinkowskiego w Poznaniu (skr. SKPP; dawniej: Szpital Sióstr Miłosierdzia, Szpital im. Pawłowa) – istniejący w latach 1823-2021 szpital kliniczny, zlokalizowany przy ul. Długiej 1/2 w Poznaniu. Zbudowany w 1823, dzięki składkom ludności. Od 1 stycznia 2022 wraz z budynkiem przy ul. Szamarzewskiego 84 i Hospicjum Palium wchodzi w skład Uniwersyteckiego Szpitala Klinicznego w Poznaniu.

## Historia
Stan higieny w porozbiorowym Poznaniu zmusił władze pruskie oraz mieszkańców do podjęcia wysiłku w celu zorganizowania szpitala miejskiego. Mimo zebrania znacznych funduszy pierwszy projekt nie mógł być zrealizowany. W latach 1821–1822 zorganizowano akcję składkową pod patronatem księżnej Ludwiki, żony namiestnika Wielkiego Księstwa Poznańskiego, Antoniego Henryka Radziwiłła, która była kuzynką króla pruskiego Fryderyka Wilhelma III. Król zainteresował się sprawą utworzenia szpitala i zdecydował, że mają poprowadzić go Siostry Miłosierdzia, nazywane również szarytkami. Zbiórka prowadzona siłami ludności polskiej zakończyła się sukcesem, sam hrabia Edward Raczyński przekazał sumę 20 000 talarów.  
Szpital umieszczono w gmachu po skasowanym klasztorze bernardynek przy Placu Bernardyńskim. W dniu 1 stycznia 1823 nastąpiło otwarcie Szpitala Sióstr Miłosierdzia – pierwszego i przez pewien czas jedynego cywilnego zakładu leczniczego w Poznaniu. Pierwszą przełożoną szpitala została siostra Petronela Pyrzanowska. W 1828 Karol Marcinkowski zorganizował na terenie szpitala pierwszą na ziemiach polskich regularnie działającą przychodnię lekarską. Marcinkowski przekazał na potrzeby przychodni swoją roczną pensję. Nadzór nad szpitalem sprawowało kuratorium, w którego skład wchodził każdorazowo naczelny prezes Wielkiego Księstwa Poznańskiego. Zgodnie z drugim statutem z 16 kwietnia 1877, szpital był instytucją państwową i podlegał bezpośrednio resortowi naczelnego prezesa prowincji. Fundusze na utrzymanie lecznicy pochodziły z różnych źródeł, natomiast tzw. łóżka etatowe były utrzymywane z subwencji państwowych i dodatku z kasy prowincjonalnej.
Początkowo Szpital posiadał dwie sale chorych oraz 4 separatki i liczył w sumie 30 łóżek. W miarę upływu czasu Szpital rozbudowywano, przybywało łóżek. W 1854 było ich 160, w 1918 – 200. Jednym z ordynatorów szpitala był w tym okresie Teodor Teofil Matecki znany społecznik kładący nacisk na modernizację szpitala. Zasadnicza rozbudowa Szpitala nastąpiła jednak dopiero w okresie międzywojennym, kiedy utworzono tu Klinikę Chirurgii Wydziału Chirurgicznego Uniwersytetu Poznańskiego. Zadania zorganizowania i poprowadzenia kliniki podjął się profesor Antoni Jurasz. W 1939 Szpital dysponował 300 – 350 łóżkami. W okresie działań wojennych w 1945 ośrodek doznał poważnych zniszczeń. Zostały one jednak szybko usunięte i już w 1946 Szpital jako jeden z pierwszych podjął działalność. W 1950, roku utworzenia Akademii Medycznej, placówka została włączona do Uczelni jako baza łóżkowa z trzema klinikami: I Kliniką Chirurgii Ogólnej, I Kliniką Chorób Wewnętrznych i Kliniką Okulistyczną. W 2010 dokonano tu pierwszego w Poznaniu przeszczepu serca (zespół kardiochirurgów pod kierunkiem prof. Marka Jemielitego). W 2021 otwarto nowy oddział okulistyczny w czteropiętrowym budynku przy ul. Szamarzewskiego.
W 2020 roku utworzono Szpital Tymczasowy na terenie Międzynarodowych Targów Poznańskich, który włączono w struktury Szpitala Klinicznego Przemienienia Pańskiego.
W związku z budową Centralnego Zintegrowanego Szpitala Klinicznego planowane jest przejęcie Szpitala Klinicznego Przemienienia Pańskiego przez Szpital Kliniczny im. Heliodora Święcickiego z dniem 1 stycznia 2022. 18 czerwca 2021 ustanowiono wspólną dyrekcję dla obu szpitali, dyrektorem obu szpitali została Krystyna Mackiewicz (dotychczasowa dyrektor Szpitala Klinicznego im. Heliodora Święcickiego). Senat UMP 23 czerwca 2021 wyraził zgodę na formalne połączenie obu szpitali, a 27 października 2021 uchwalił statut Szpitala Klinicznego im. Heliodora Święcickiego, na mocy którego budynki SKPP przy ul. Długiej i przy ul. Szamarzewskiego z dniem 1 stycznia 2022 stały się filią szpitala przy ul. Przybyszewskiego.

## Architektura
W 1824 dobudowano skrzydło wschodnie wzdłuż ulicy Garbary. W latach 1925–1932 na potrzeby Uniwersyteckiej Kliniki Chirurgicznej nastąpiła kolejna rozbudowa, w stylu neoklasycznym, według projektu Stefana Cybichowskiego. W czasie okupacji niemieckiej powstało skrzydło zachodnie.

## Struktura
W ostatnim roku funkcjonowania szpital posiadał 14 oddziałów w 3 lokalizacjach: przy ul. Długiej 1/2, ul. Szamarzewskiego 84 i os. Rusa 55 (Hospicjum Palium). Rocznie w Szpitalu hospitalizowano ponad 35 tysięcy pacjentów, a lekarze udzielali ponad 100 tysięcy porad ambulatoryjnych. Placówka dysponowała także 11 salami operacyjnymi, 28 poradniami i 20 salami dydaktycznymi.

### Oddziały

#### ul. Długa 1/2
- Anestezjologii i Intensywnej Terapii
- Chirurgii Ogólnej i Naczyń
- Hipertensjologii, Angiologii i Chorób Wewnętrznych
- Kardiochirurgii i Transplantologii
- Kardiologii

#### ul. Szamarzewskiego 84
- Anestezjologii i Intensywnej Terapii
- Chemioterapii
- Chirurgii Onkologicznej
- Ginekologii Onkologicznej
- Hematologii i Transplantologii Szpiku
- Nadciśnienia Tętniczego i Zaburzeń Metabolicznych
- Okulistyki
- Pulmonologii, Alergologii i Onkologii Pulmonologicznej

#### os. Rusa 55
- Hospicjum Palium

#### ul. Głogowska 14
- Szpital Tymczasowy MTP